# Lista siturilor arheologice din județul Covasna - R
Lista siturilor arheologice din județul Covasna - R conține toate siturile arheologice din județul Covasna înscrise în Repertoriul Arheologic Național (RAN) și aflate în localități al căror nume începe cu litera R. RAN este administrat de Ministerul Culturii și Patrimoniului Național și cuprinde date științifice, cartografice, topografice, imagini și planuri, precum și orice alte informații privitoare la zonele cu potențial arheologic, studiate sau nu, încă existente sau dispărute.
Puteți căuta un sit din localitățile care încep cu litera R folosind formularul de mai jos sau puteți naviga prin toate siturile din județ la Lista siturilor arheologice din județul Covasna.
| Cod RAN                                  | Denumire | Localitate                       | Adresă                    | Datare                                   | Descoperit | Coordonate                                    | Imagine           | Erori            |
| ---------------------------------------- | --- | -------------------------------- | ------------------------- | ---------------------------------------- | ---------- | --------------------------------------------- | ----------------- | ---------------- |
| 63508.01.01 (Cod LMI: CV-I-s-A-13076)    | Complexul de fortificații medievale de la Racoșul de Sus - "Pădurea Rica" / ansamblu Cetatea Rika (Categorie: locuire civilă) (Tip: Cetate) | sat Racoșul de Sus, oraș Baraolt | Pădurea Rica              | sec.XII                                  |            | 46°06′08″N 25°30′33″E / 46.10222°N 25.50917°E | Încărcați imagine | Raportați eroare |
| 63508.01 (Cod LMI: CV-I-s-A-13076)       | Complexul de fortificații medievale de la Racoșul de Sus - "Pădurea Rica" / ansamblu Drum medieval (Categorie: locuire civilă) (Tip: Drum)  | sat Racoșul de Sus, oraș Baraolt | Pădurea Rica              | sec. XII-XV                              |            | 46°06′08″N 25°30′33″E / 46.10222°N 25.50917°E | Încărcați imagine | Raportați eroare |
| 64782.02.01 (Cod LMI: CV-I-s-A-13057)    | Situl arheologic de la Reci - "Cetatea" / ansamblu anonim (Categorie: locuire militară) (Tip: Castellum)                                    | sat Reci, comuna Reci            | Cetatea                   | sec. II - III                            |            | 45°50′40″N 25°54′07″E / 45.84437°N 25.90187°E | Încărcați imagine | Raportați eroare |
| 64782.02.02 (Cod LMI: CV-I-s-A-13057)    | Situl arheologic de la Reci - "Cetatea" / ansamblu anonim (Categorie: locuire militară) (Tip: Așezare)                                      | sat Reci, comuna Reci            | Cetatea                   |                                          |            | 45°50′40″N 25°54′07″E / 45.84437°N 25.90187°E | Încărcați imagine | Raportați eroare |
| 64782.02.03 (Cod LMI: CV-I-s-A-13057)    | Situl arheologic de la Reci - "Cetatea" / ansamblu anonim (Categorie: locuire militară) (Tip: Așezare)                                      | sat Reci, comuna Reci            | Cetatea                   |                                          |            | 45°50′40″N 25°54′07″E / 45.84437°N 25.90187°E | Încărcați imagine | Raportați eroare |
| 64782.02.04 (Cod LMI: CV-I-s-A-13057)    | Situl arheologic de la Reci - "Cetatea" / ansamblu anonim (Categorie: locuire militară) (Tip: Așezare)                                      | sat Reci, comuna Reci            | Cetatea                   | geto-dacică sec. I î.Chr. - I d. Chr.    |            | 45°50′40″N 25°54′07″E / 45.84437°N 25.90187°E | Încărcați imagine | Raportați eroare |
| 64782.02.05 (Cod LMI: CV-I-s-A-13057)    | Situl arheologic de la Reci - "Cetatea" / ansamblu anonim (Categorie: locuire militară) (Tip: Așezare)                                      | sat Reci, comuna Reci            | Cetatea                   | sec. III-IV                              |            | 45°50′40″N 25°54′07″E / 45.84437°N 25.90187°E | Încărcați imagine | Raportați eroare |
| 64782.01.01 (Cod LMI: CV-I-m-A-13077.03) | Situl arheologic de la Reci - "Telek" / ansamblu anonim (Categorie: locuire civilă) (Tip: Așezare)                                          | sat Reci, comuna Reci            | Telek                     | Cucuteni - Ariușd                        |            | 45°50′27″N 25°57′10″E / 45.84095°N 25.95272°E | Încărcați imagine | Raportați eroare |
| 64782.01.02 (Cod LMI: CV-I-m-A-13077.04) | Situl arheologic de la Reci - "Telek" / ansamblu anonim (Categorie: locuire civilă) (Tip: Așezare)                                          | sat Reci, comuna Reci            | Telek                     | Coțofeni                                 |            | 45°50′27″N 25°57′10″E / 45.84095°N 25.95272°E | Încărcați imagine | Raportați eroare |
| 64782.01.03 (Cod LMI: CV-I-m-A-13077.02) | Situl arheologic de la Reci - "Telek" / ansamblu anonim (Categorie: locuire civilă) (Tip: Așezare)                                          | sat Reci, comuna Reci            | Telek                     | - B                                      |            | 45°50′27″N 25°57′10″E / 45.84095°N 25.95272°E | Încărcați imagine | Raportați eroare |
| 64782.01.04 (Cod LMI: CV-I-m-A-13077.01) | Situl arheologic de la Reci - "Telek" / ansamblu anonim (Categorie: locuire civilă) (Tip: Așezare)                                          | sat Reci, comuna Reci            | Telek                     | Sântana de Mureș - Cerneahov sec. IV - V |            | 45°50′27″N 25°57′10″E / 45.84095°N 25.95272°E | Încărcați imagine | Raportați eroare |
| 64782.01.05 (Cod LMI: CV-I-s-A-13077)    | Situl arheologic de la Reci - "Telek" / ansamblu anonim (Categorie: locuire civilă) (Tip: Așezare)                                          | sat Reci, comuna Reci            | Telek                     | Tiszapolgár                              |            | 45°50′27″N 25°57′10″E / 45.84095°N 25.95272°E | Încărcați imagine | Raportați eroare |
| 64782.01.06 (Cod LMI: CV-I-s-A-13077)    | Situl arheologic de la Reci - "Telek" / ansamblu anonim (Categorie: locuire civilă) (Tip: Mormânt de inhumație)                             | sat Reci, comuna Reci            | Telek                     | Bodrogkeresztur                          |            | 45°50′27″N 25°57′10″E / 45.84095°N 25.95272°E | Încărcați imagine | Raportați eroare |
| 64782.01.07 (Cod LMI: CV-I-s-A-13077)    | Situl arheologic de la Reci - "Telek" / ansamblu anonim (Categorie: locuire civilă) (Tip: Așezare)                                          | sat Reci, comuna Reci            | Telek                     | Wietenberg                               |            | 45°50′27″N 25°57′10″E / 45.84095°N 25.95272°E | Încărcați imagine | Raportați eroare |
| 64782.01.08 (Cod LMI: CV-I-s-A-13077)    | Situl arheologic de la Reci - "Telek" / ansamblu anonim (Categorie: locuire civilă) (Tip: Așezare)                                          | sat Reci, comuna Reci            | Telek                     | sec.IX-X                                 |            | 45°50′27″N 25°57′10″E / 45.84095°N 25.95272°E | Încărcați imagine | Raportați eroare |
| 64782.01.09 (Cod LMI: CV-I-s-A-13077)    | Situl arheologic de la Reci - "Telek" / ansamblu anonim (Categorie: locuire civilă) (Tip: Morminte)                                         | sat Reci, comuna Reci            | Telek                     | sec.IX-X                                 |            | 45°50′27″N 25°57′10″E / 45.84095°N 25.95272°E | Încărcați imagine | Raportați eroare |
| 64782.01.10 (Cod LMI: CV-I-s-A-13077)    | Situl arheologic de la Reci - "Telek" / ansamblu anonim (Categorie: locuire civilă) (Tip: Așezare)                                          | sat Reci, comuna Reci            | Telek                     | Boian - Giulești                         |            | 45°50′27″N 25°57′10″E / 45.84095°N 25.95272°E | Încărcați imagine | Raportați eroare |
| 63508.02.01                              | Descoperirile din epoca bronzului de la Racoșu de Sus - "Sat" / ansamblu anonim (Categorie: descoperire izolată) (Tip: neprecizat)          | sat Racoșul de Sus, oraș Baraolt | Sat                       | Coțofeni                                 |            |                                               | Încărcați imagine | Raportați eroare |
| 63508.02.02                              | Descoperirile din epoca bronzului de la Racoșu de Sus - "Sat" / ansamblu anonim (Categorie: descoperire izolată) (Tip: neprecizat)          | sat Racoșul de Sus, oraș Baraolt | Sat                       |                                          |            |                                               | Încărcați imagine | Raportați eroare |
| 64782.03.01                              | Situl arheologic de la Comolău - "Școala Primară" / ansamblu anonim (Categorie: locuire civilă) (Tip: Așezare)                              | sat Reci, comuna Reci            | Școala Primară            |                                          |            |                                               | Încărcați imagine | Raportați eroare |
| 64782.03.02                              | Situl arheologic de la Comolău - "Școala Primară" / ansamblu anonim (Categorie: locuire civilă) (Tip: Așezare)                              | sat Reci, comuna Reci            | Școala Primară            |                                          |            |                                               | Încărcați imagine | Raportați eroare |
| 64782.03.03                              | Situl arheologic de la Comolău - "Școala Primară" / ansamblu anonim (Categorie: locuire civilă) (Tip: Așezare)                              | sat Reci, comuna Reci            | Școala Primară            |                                          |            |                                               | Încărcați imagine | Raportați eroare |
| 64782.04.01                              | Situl arheologic de la Comolău - "Dombolyka" / ansamblu anonim (Categorie: locuire civilă) (Tip: Locuire)                                   | sat Reci, comuna Reci            | Dombolyka                 |                                          |            |                                               | Încărcați imagine | Raportați eroare |
| 64782.04.02                              | Situl arheologic de la Comolău - "Dombolyka" / ansamblu anonim (Categorie: locuire civilă) (Tip: Așezare)                                   | sat Reci, comuna Reci            | Dombolyka                 | dacică                                   |            |                                               | Încărcați imagine | Raportați eroare |
| 64782.05.01                              | Așezarea dacică de la Comolău - "Dombora" / ansamblu anonim (Categorie: locuire civilă) (Tip: Așezare)                                      | sat Reci, comuna Reci            | Dombora                   | geto-dacică                              |            |                                               | Încărcați imagine | Raportați eroare |
| 64782.05.02                              | Așezarea dacică de la Comolău - "Dombora" / ansamblu anonim (Categorie: locuire civilă) (Tip: Mormânt de incinerație)                       | sat Reci, comuna Reci            | Dombora                   | geto-dacică                              |            |                                               | Încărcați imagine | Raportați eroare |
| 64782.06.01                              | Așezarea geto-dacică de la Comolău - "Râpa Mare" / ansamblu anonim (Categorie: locuire civilă) (Tip: Așezare)                               | sat Reci, comuna Reci            | Râpa Mare                 | geto-dacică                              |            |                                               | Încărcați imagine | Raportați eroare |
| 64782.07.01                              | Situl arheologic din epoca bronzului de la Comolău / ansamblu anonim (Categorie: locuire) (Tip: sit)                                        | sat Reci, comuna Reci            | Râpa Mare                 | Coțofeni                                 |            |                                               | Încărcați imagine | Raportați eroare |
| 64782.07.02                              | Situl arheologic din epoca bronzului de la Comolău / ansamblu anonim (Categorie: locuire) (Tip: sit)                                        | sat Reci, comuna Reci            | Râpa Mare                 | Wietenberg                               |            |                                               | Încărcați imagine | Raportați eroare |
| 64782.07.03                              | Situl arheologic din epoca bronzului de la Comolău / ansamblu anonim (Categorie: locuire) (Tip: sit)                                        | sat Reci, comuna Reci            | Râpa Mare                 | Cucuteni - Ariușd                        |            |                                               | Încărcați imagine | Raportați eroare |
| 64782.08.01                              | Situl arheologic de la Comolău - "Câmpul Turcilor" / ansamblu anonim (Categorie: locuire civilă) (Tip: Așezare)                             | sat Reci, comuna Reci            | Câmpul Turcilor           | Cucuteni - Ariușd                        |            |                                               | Încărcați imagine | Raportați eroare |
| 64782.08.02                              | Situl arheologic de la Comolău - "Câmpul Turcilor" / ansamblu anonim (Categorie: locuire civilă) (Tip: Așezare)                             | sat Reci, comuna Reci            | Câmpul Turcilor           | geto-dacică                              |            |                                               | Încărcați imagine | Raportați eroare |
| 64782.09.01                              | Situl arheologic de la Comolău - "Doboaica" / ansamblu anonim (Categorie: locuire civilă) (Tip: Așezare)                                    | sat Reci, comuna Reci            | Doboaica                  | Cucuteni - Ariușd                        |            |                                               | Încărcați imagine | Raportați eroare |
| 64782.09.02                              | Situl arheologic de la Comolău - "Doboaica" / ansamblu anonim (Categorie: locuire civilă) (Tip: Așezare)                                    | sat Reci, comuna Reci            | Doboaica                  | Coțofeni                                 |            |                                               | Încărcați imagine | Raportați eroare |
| 64782.09.03                              | Situl arheologic de la Comolău - "Doboaica" / ansamblu anonim (Categorie: locuire civilă) (Tip: Așezare)                                    | sat Reci, comuna Reci            | Doboaica                  |                                          |            |                                               | Încărcați imagine | Raportați eroare |
| 64782.10.01                              | Situl arheologic de la Comolău - "Grădina Bisericii" / ansamblu anonim (Categorie: locuire civilă) (Tip: Așezare)                           | sat Reci, comuna Reci            | Grădina Bisericii         | Cucuteni - Ariușd                        |            |                                               | Încărcați imagine | Raportați eroare |
| 64782.10.02                              | Situl arheologic de la Comolău - "Grădina Bisericii" / ansamblu anonim (Categorie: locuire civilă) (Tip: Așezare)                           | sat Reci, comuna Reci            | Grădina Bisericii         | geto-dacică                              |            |                                               | Încărcați imagine | Raportați eroare |
| 64915.11.01                              | Așezarea Cucuteni - Ariușd de la Reci - "Ludovic Marton" / ansamblu anonim (Categorie: locuire civilă) (Tip: Așezare)                       | sat Reci, comuna Reci            | Ludovic Marton            | Cucuteni - Ariușd                        |            |                                               | Încărcați imagine | Raportați eroare |
| 64782.12                                 | Așezarea de epoca neolitică de la Reci -"Coasta Mesteacănului" (Categorie: așezare) (Tip: așezare)                                          | sat Reci, comuna Reci            | Coasta Mesteacănului      |                                          |            |                                               | Încărcați imagine | Raportați eroare |
| 64915.12.01                              | Așezarea de epoca neolitică de la Reci -"Coasta Mesteacănului" / ansamblu anonim (Categorie: așezare) (Tip: Așezare)                        | sat Reci, comuna Reci            | Coasta Mesteacănului      |                                          |            |                                               | Încărcați imagine | Raportați eroare |
| 64782.13.01                              | Situl din epoca bronzului de la Reci - "Cartierul Kanat" / ansamblu anonim (Categorie: locuire) (Tip: sit)                                  | sat Reci, comuna Reci            | Cartierul Kanat           |                                          |            |                                               | Încărcați imagine | Raportați eroare |
| 64782.14.01                              | Situl de epocă romană de la Reci - "Culmea carierei de piatră" / ansamblu anonim (Categorie: locuire) (Tip: sit)                            | sat Reci, comuna Reci            | Culmea carierei de piatră |                                          |            |                                               | Încărcați imagine | Raportați eroare |
| 64782.15.01                              | Așezarea medievală de la Reci - "Fața Morii" / ansamblu anonim (Categorie: locuire civilă) (Tip: Așezare)                                   | sat Reci, comuna Reci            | Fața Morii                | sec. X-XI                                |            |                                               | Încărcați imagine | Raportați eroare |
| 64782.15.02                              | Așezarea medievală de la Reci - "Fața Morii" / ansamblu anonim (Categorie: locuire civilă) (Tip: Mormânt)                                   | sat Reci, comuna Reci            | Fața Morii                | sec. X-XI                                |            |                                               | Încărcați imagine | Raportați eroare |
| 64782.17.01                              | Descoperirile preistorice de la Reci - "fostul sat Comalău" / ansamblu anonim (Categorie: locuire) (Tip: locuire)                           | sat Reci, comuna Reci            | În fostul sat Comălau     | Coțofeni                                 |            |                                               | Încărcați imagine | Raportați eroare |
| 64782.17.02                              | Descoperirile preistorice de la Reci - "fostul sat Comalău" / ansamblu anonim (Categorie: locuire) (Tip: sit)                               | sat Reci, comuna Reci            | În fostul sat Comălau     | Wietenberg                               |            |                                               | Încărcați imagine | Raportați eroare |
| 64782.17.03                              | Descoperirile preistorice de la Reci - "fostul sat Comalău" / ansamblu anonim (Categorie: locuire) (Tip: sit)                               | sat Reci, comuna Reci            | În fostul sat Comălau     | scitică                                  |            |                                               | Încărcați imagine | Raportați eroare |
| 64782.17.04                              | Descoperirile preistorice de la Reci - "fostul sat Comalău" / ansamblu anonim (Categorie: locuire) (Tip: Așezare)                           | sat Reci, comuna Reci            | În fostul sat Comălau     | Boian                                    |            |                                               | Încărcați imagine | Raportați eroare |
| 64782.18.01                              | Așezarea eneolitică de la Reci / ansamblu anonim (Categorie: locuire civilă) (Tip: Așezare)                                                 | sat Reci, comuna Reci            | Cetatea Mică, Cetate      |                                          |            |                                               | Încărcați imagine | Raportați eroare |
| 64782.19.01                              | Așezarea eneolitică de la Reci -"Dealul Doboica" / ansamblu anonim (Categorie: locuire civilă) (Tip: Așezare)                               | sat Reci, comuna Reci            | Dealul Doboica            | Cucuteni - Ariușd                        |            |                                               | Încărcați imagine | Raportați eroare |